# Mimosybra carinipennis
Mimosybra carinipennis es una especie de escarabajo del género Mimosybra, familia Cerambycidae. Fue descrita científicamente por Breuning en 1940.
Se distribuye por Papúa Nueva Guinea. Posee una longitud corporal de 10,5 milímetros.